# Ивановка (Курманаевский район)
Ивановка — село в Курманаевском районе Оренбургской области России. Входит в состав Костинского сельсовета.

## География
Село находится в западной части Оренбургской области, в пределах Восточно-Европейской равнины, в степной зоне, на левом берегу реки Тананык, на расстоянии примерно 34 километров (по прямой) к юго-западу от села Курманаевки, административного центра района. Абсолютная высота — 113 метров над уровнем моря.

## Климат
Климат характеризуется как резко континентальный, засушливый, с морозной зимой и жарким летом. Среднегодовая температура составляет 3,5 °C. Средняя температура воздуха самого тёплого месяца (июля) — 21 — 21,5 °C (абсолютный максимум — 38 °C); самого холодного (января) — −14,5 °C (абсолютный минимум — −42 °C). Среднегодовое количество атмосферных осадков составляет 300—400 мм..

## Население
| 2010 |
| ---- |
| 106  |

По данным Всероссийской переписи населения 2010 года в гендерной структуре населения мужчины составляли 41,5 %, женщины — соответственно 58,5 %.
Согласно результатам переписи 2002 года, в национальной структуре населения русские составляли 83 % из 174 чел.